# La Leona
La Leona är en ort i Mexiko.   Den ligger i kommunen Ramos Arizpe och delstaten Coahuila, i den centrala delen av landet, 800 km norr om huvudstaden Mexico City. La Leona ligger 852 meter över havet och antalet invånare är 223.
Terrängen runt La Leona är platt åt sydväst, men åt nordost är den kuperad. Runt La Leona är det mycket glesbefolkat, med 7 invånare per kvadratkilometer. La Leona är det största samhället i trakten. Omgivningarna runt La Leona är i huvudsak ett öppet busklandskap.